# Arbistagca
Arbistagca är en ort i Mexiko.   Den ligger i kommunen Tlaquilpa och delstaten Veracruz, i den sydöstra delen av landet, 230 km öster om huvudstaden Mexico City. Arbistagca ligger 2 252 meter över havet och antalet invånare är 243.
Terrängen runt Arbistagca är kuperad åt sydväst, men åt nordost är den bergig. Terrängen runt Arbistagca sluttar österut. Runt Arbistagca är det ganska tätbefolkat, med 93 invånare per kvadratkilometer. Närmaste större samhälle är Xoxocotla, 6,3 km nordväst om Arbistagca. Omgivningarna runt Arbistagca är en mosaik av jordbruksmark och naturlig växtlighet.